# Полет 370 на „Малайзия Еърлайнс“
Полет 370 на „Малайзия Еърлайнс“ (MH370/MAS370) е планиран международен полет, който изчезва на 8 март 2014 г., на път от Куала Лумпур до Пекин.
Самолетът Боинг 777-200ER, последно осъществява контакт с контрол на въздушното движение по-малко от час след излитането. Самолетът е управляван от „Малайзия Еърлайнс“ и превозва дванадесетчленен екипаж и 227 пътници от петнадесет нации и региони. По-голямата част (над 150 души) от пътниците на борда са китайци.
На 20 декември 2024 г. Малайзия обявява, че възобновява търсенето на изчезналия самолет в нов район в южната част на Индийския океан.